# Vernier (Ginebra)
Vernier és un municipi suís del cantó de Ginebra. Està dividit en diferents seccions: Vernier Village, Le Lignon, Aïre, Les Avanchets, Cointrin i Châtelaine.